# Sonali Bank
Sonali Bank (en bengali : সোনালী ব্যাংক লিমিটেড) est la plus grande banque du Bangladesh. Elle a été créée en 1972 par la nationalisation des activités au Bangladesh de National Bank of Pakistan, de Bank of Bhowalpur et de Premier Bank. Sonali a 1200 agences.